# عاشیق‌علی‌لار
عاشیق‌علی‌لار (به لاتین: Aşıqalılar) یک منطقه مسکونی در جمهوری آذربایجان است که در شهرستان بیلقان واقع شده است. عاشیق‌لی‌لار ۲۰۱۶ نفر جمعیت دارد.